# Walcker Orgelbau
Walcker Orgelbau (también conocida como E. F. Walcker & Cie.) es una empresa constructora de órganos de tubos radicada en Ludwigsburg, Baden-Württemberg, Alemania, originalmente fundada en Cannstatt, un suburbio de Stuttgart en 1780 por Johann Eberhard Walcker, su hijo Eberhard Friedrich Walcker trasladó el negocio a Ludwigsburg en 1820. Seis generaciones de la familia Walcker han manejado la empresa desde su fundación. Algunos de los órganos más conocidos de la firma son los de la iglesia Garnison de Ludwigsburg (1782) y en la iglesia de Cannstatt (1794).
Al igual que otras firmas del mismo rubro, Walcker elabora de forma artesanal sus instrumentos, en el caso de las maderas, la misma no es secada de forma artificial, sino que es almacenada por varios años, para después ir al aserradero de Murrhardt-Hausen, luego a la sala de máquinas del taller, en donde se elaboran los secretos y flautas de madera. La firma también posee su propio taller de fundición, donde trabajan los metales acorde a las necesidades de cada registro. Desde hace cien años han exportado instrumentos a varios partes del mundo como Argentina, Brasil, Costa Rica, Colombia, Paraguay, Chile, Uruguay, Guatemala, San Salvador, Bolivia, México, Ecuador, Perú, España, las Islas Canarias, Portugal e Italia, se calcula que han fabricado al rededor de 6000 órganos, empleando un total de 12 millones de tubos para ellos.

## Historia
En 1781 E. F. Walcker se instaló en la ciudad wurtemberguesa de Cannstatt, cerca de Stuttgart y comenzó la fabricación de órganos. Luego de cuarenta años de estar en aquella ciudad, en 1820 su hijo Eberhard Friedrich Walcker mudó la firma a la ciudad de Ludwigsburg. Pero la empresa comenzó a hacerse conocida gracias a la construcción del órgano en la Paulskirche de Frankfurt en 1833, que tenía 74 registros. Rápidamente siguieron otros encargos importantes y Walcker se convirtió en un pionero del estilo de "órgano sinfónico" en Alemania. El órgano Walcker más grande del mundo poseía 220 registros y más de dieciséis mil tubos, fue construido en la década de 1930 para un salón de congresos estatal en Núremberg, pero fue destruido por bombardeos aéreos durante la Segunda Guerra Mundial. En Sudamérica hay varios instrumentos, entre ellos se destacan el órgano de la Catedral Metropolitana de Medellín en Colombia, el segundo órgano más grande de Sudamérica, con más de 3000 tubos, además del órgano de la Basílica de Nuestra Señora de la Merced, instalado en Santiago de Chile, cuenta con 2500 tubos.
En 1885 se unió a la empresa Oscar Walcker (1869-1948) hijo de Johann Friedrich, en 1892 asumió la dirección de la fábrica y en 1899 se convirtió en socio, en dicho año la compañìa completó su Opus 850. Bajo su dirección la filosofía de la empresa cambió considerablemente. La mecanización y la racionalización de los métodos de trabajo provocaron aumentos significativos en la producción. A ello contribuyeron innovaciones técnicas como la introducción de la acción eléctrica, pero también la creciente demanda de órganos en los ámbitos no religiosos. Pero Oscar Walcker también puso atención en el enfoque dentro del ámbito artístico y musical. Los contactos con J. F. Emil Rupp y, especialmente, con Albert Schweitzer le dieron conocimiento de las ideas sobre la "Reforma del Órgano Alsaciano-Nuevo Alemán", un movimiento que buscaba combinar la construcción de órganos franceses y alemanes, que aspiraba a mejoras tanto tonales como técnicas del órgano, cuyo objetivo de crear una consola estándar con validez internacional. La Primera Guerra Mundial interrumpió la expansión de la empresa Walcker. Entre 1915 y 1919 se construyeron sólo 65 órganos, una producción anual menor a la del período anterior a la guerra. La empresa tuvo que mantenerse a flote produciendo cajas de municiones y muebles. Recién en 1920 con la construcción del órgano Praetorius en Friburgo de Brisgovia volvieron a la fabricación de instrumentos.
El musicologo alemán Willibald Gurlitt y profesor del Instituto de Musicología de la Universidad, propuso construir un órgano barroco basándose en un diseño ideal y en las notas de la publicación Organografía de 1618 del compositor y teórico Michael Praetorius. Oscar Walcker se entusiasmó con la idea y donó el órgano a la universidad. Este órgano marcó el inicio de un nuevo "movimiento organístico" que trasladó los ideales del órgano barroco a la música de órgano del siglo XX. La crisis económica mundial que comenzó en 1929 suposo una pausa para la era de los órganos grandes. Un solo órgano de gran tamaño fue construido por la empresa E. F. Walcker & Co. en cooperación con la empresa W. Sauer, que Oscar Walcker ya había adquirido de su tío Paul en 1917: el órgano en Luitpoldhalle del recinto de reuniones del Partido Nacionalsocialista Obrero Alemán de Núremberg en 1936.
En 1948 Werner Walcker-Mayer se hizo cargo de la empresa. Bajo su dirección se construyeron más de 3000 órganos para Alemania y el extranjero, entre ellos el primer órgano de un templo budista en Tokio, el órgano de la catedral de Ulm y el órgano de la sala de conciertos de la Sociedad de Amigos de la Música de Viena. En 1967 se fundó la "Fundación Walcker para la Investigación Científica de Órganos" con el objetivo de promover la investigación y la ciencia. En colaboración con musicólogos y músicos de iglesia de todo el mundo, se discuten en coloquios y posteriormente se publican los problemas y cuestiones relacionados con el órgano y la música para órgano. En 1965 se adquirió un taller en Kleinblittersdorf, en el Sarre, y la sede de la empresa se trasladó allí. Además del tradicional taller de construcción y restauración de órganos, se creó también un departamento separado de carpintería y diseño de interiores.